# Tomasz Burski
Tomasz Burski (ur. 1959, zm. 16 marca 2001) – polski dziennikarz, działacz opozycji demokratycznej w PRL, poeta.
Syn Juliusza Burskiego (1933–1990), reżysera i twórcy reformy polskiej kinematografii po roku 1989.
W latach 1968–1974 uczęszczał do szkoły podstawowej nr 73 we Wrocławiu, a następnie do VII LO w tym samym mieście. Był absolwentem filozofii na Akademii Teologii Katolickiej. W latach 80. działał w opozycji demokratycznej. W czasach stanu wojennego redagował podziemny periodyk literacki „Wezwanie” oraz „Informator Kulturalny Solidarności”, współpracował również z miesięcznikiem „Powściągliwość i Praca”. Był też członkiem redakcji „Tygodnika Mazowsze”, gdzie pełnił funkcję skarbnika i odpowiadał za teksty traktujące o Kościele i kulturze. W „Gazecie Wyborczej” pracował od jej samego początku. Kierował działem Opinii i „Gazetą Świąteczną”.
Zmarł w 2001 roku po długiej chorobie, pozostawił żonę Lidię (zm. 2008) i dwoje dzieci – Franciszka i Marynę.